# Округ Минхен
Округ Минхен је округ у немачкој држави Баварска. Округ припада Горњој Баварској. Овај округ обухвата северна, источна и јужна предграђа града Минхен. Кроз њега протиче река Изар. 
Површина округа је 667,3 км². јуна 2008. имао је 316.531 становника. Има 29 насеља, од којих је седиште управе у Минхену, који сам не припада овом округу. 
Округ је настао 1852. и отада је често мењао границе. Последња промена се збила 1972. када је проширен са девет насеља бившег округа Волфратсхаузен. 